# Yemin Moshe

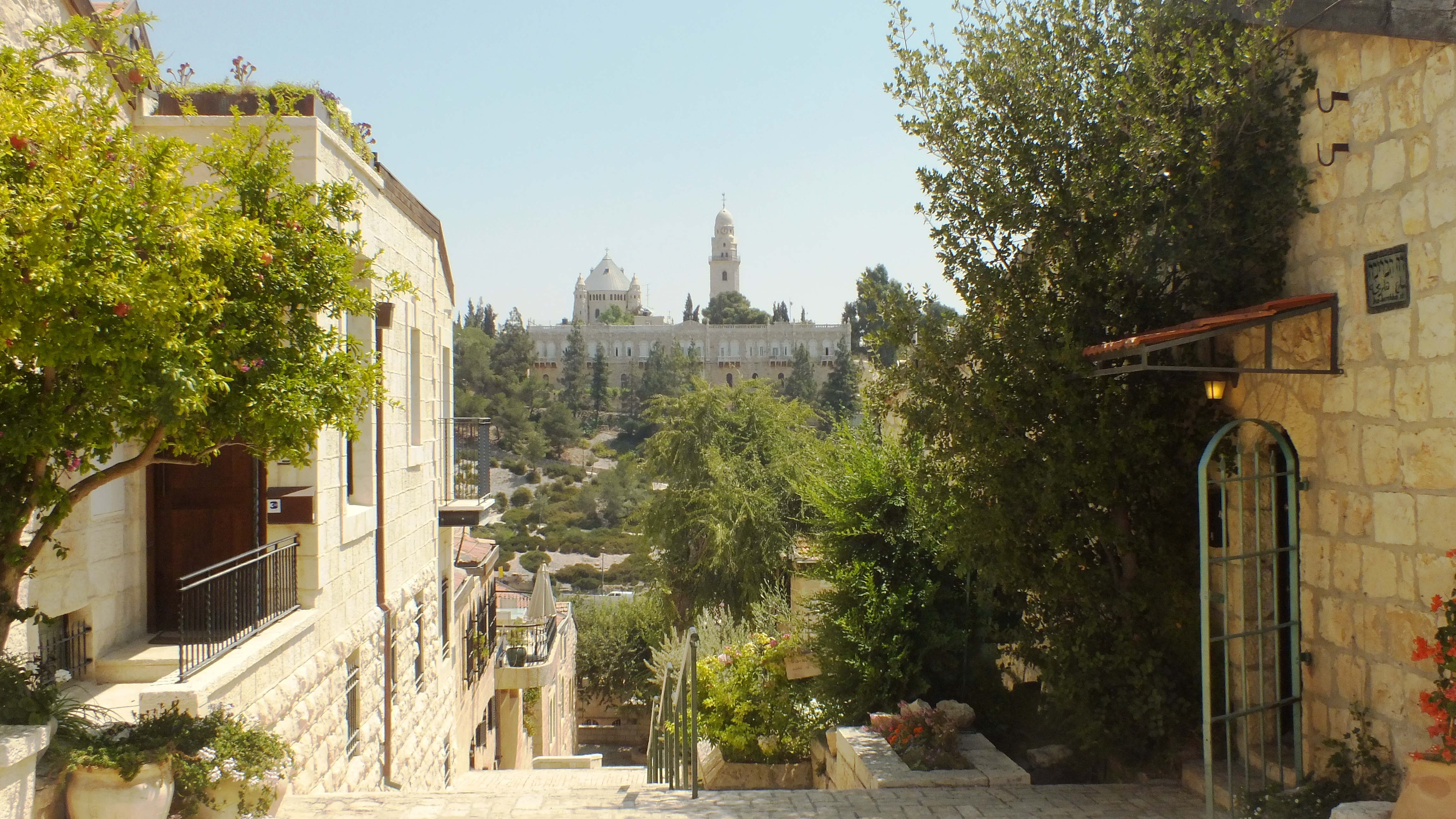
Yemin Moshe

Yemin Moshe är en stadsdel i Jerusalem. Yemin Moshe byggdes i början av 1900-talet som den första förorten utanför Gamla Stadens västra murar. Yemin Moshe har alltid bebotts av konstnärer och artister och har ett vackert läge med utsikt över Gamla Stadens murar.